# 奥克兰学校
奥克兰学校(Oakland Schools, OS)是美国密歇根州奥克兰县的中级学校区,总部在Waterford Township。
奥克兰学校援助28个学区,19所公立学校院校(public school academies)和112所非公立学校。
2003年10月奥克兰学校教育委员会辞退提学御史James Redmond。
2009年奥克兰学校裁员冻结因为财产价值下降。